# Willet (New York)
Willet est une ville située dans le comté de Cortland, dans l'État de New York, aux États-Unis,. En 2010, elle comptait une population de 1 043 habitants, estimée au 1er juillet 2016 à 997 habitants.

## Démographie
Lors du recensement de 2010, la ville comptait une population de 1 043 habitants. Elle est estimée, en 2016, à 997 habitants.